# Anarquisme queer
L'anarquisme queer, o anarca-queer, és una escola de pensament anarquista que defensa l'anarquisme i la revolució social com a mitjà d'alliberament queer i abolició de jerarquies com ara l'homofòbia, lesbofòbia, transmisogínia, bifòbia, transfòbia, heteronormativitat, patriarcat i el binarisme de gènere. Les persones que han fet campanya pels drets LGBT tant fora com dins dels moviments anarquistes i LGBT inclouen John Henry Mackay, Adolf Brand i Daniel Guérin. L'anarquista individualista Adolf Brand va publicar Der Eigene de 1896 a 1932 a Berlín, la primera revista sostinguda dedicada a temes gais.

## Història

### Història primerenca

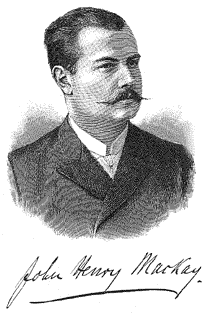
John Henry Mackay, alemany individualista i anarquista defensor de drets de LGBT

El primer pla de l'anarquisme de les llibertats individuals va suposar una defensa natural de l'homosexualitat als ulls de molts, tant dins com fora del moviment anarquista. A Das Kuriositäten-Kabinett (1923), Emil Szittya va escriure sobre l'homosexualitat que "molts anarquistes tenen aquesta tendència. Així vaig trobar a París un anarquista hongarès, Alexander Sommi, que va fundar un grup anarquista homosexual a partir d'aquesta idea". La seva opinió la confirma Magnus Hirschfeld al seu llibre de 1914 Die Homosexualität des Mannes und des Weibes: "En les files d'un partit relativament petit, l'anarquista, em va semblar que proporcionalment hi ha més homosexuals i efeminats que en altres". L'anarquista italià Luigi Bertoni (a qui Szittya també creia que era homosexual) va observar: "Els anarquistes demanen llibertat en tot, per tant, també en sexualitat. L'homosexualitat condueix a un saludable sentiment d'⁣egoisme, pel qual tots els anarquistes haurien de lluitar".
A L'ànima de l'home sota el socialisme d'Oscar Wilde, aquest advoca apassionadament per una societat igualitària on la riquesa sigui compartida per tots i adverteix dels perills del socialisme autoritari que aixafaria la individualitat. Més tard va comentar: "Crec que sóc més que un socialista. Sóc una mena d'anarquista, crec". L'agost de 1894, Wilde va escriure al seu amant Alfred Lord Douglas per explicar-li "una aventura perillosa". Havia sortit a navegar amb dos nois encantadors —Stephen i Alphonso— i es van veure atrapats en una tempesta. "Hem trigat cinc hores a tornar amb un temporal terrible! [I nosaltres] no vam arribar al moll fins a les onze de la nit, tot el camí era fosc i un mar espantós. […] Tots els pescadors ens estaven esperant”. Cansats, freds i "mullats fins a la pell", els tres homes immediatament "van volar cap a l'hotel a prendre brandi i aigua calenta", però hi va haver un problema, ja que la llei s'interposava en el camí: "Com eren més de les deu de la nit. Un diumenge a la nit el propietari no ens va poder vendre cap brandi ni licors de cap mena! Així que ens l'havia de donar. El resultat no va ser desagradable, però quines lleis!". Wilde acaba la història: "Tant l'Alphonso com l'Stephen són ara anarquistes, no cal dir-ho".

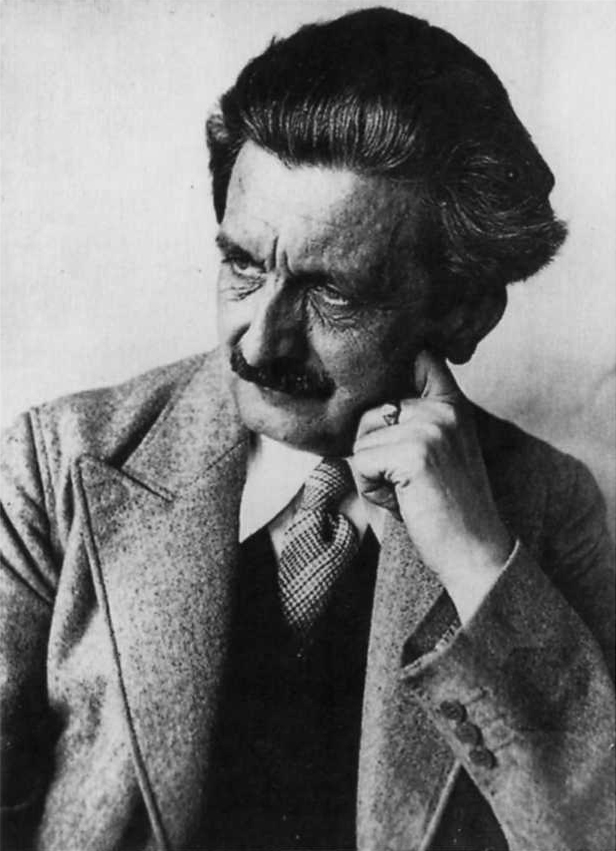
Adolf Brand, primer activista anarquista alemany pels drets dels homes homosexuals

L'escriptor anarcosindicalista Ulrich Linse va escriure sobre "una figura clarament perfilada de l'escena cultural anarquista individualista berlinesa cap al 1900", el "precoç Johannes Holzmann" (conegut com a Senna Hoy): "un partidari de l'amor lliure, [Hoy] va celebrar l'homosexualitat com a un 'campió de la cultura' i compromès en la lluita contra el paràgraf 175 ". El jove Hoy (nascut el 1882) va publicar aquestes opinions al seu setmanari Kampf (Lluita) de 1904, que arribà a una tirada de 10.000 exemplars l'any següent. Va decidir dedicar-se totalment a l'escriptura i a l'activisme polític des d'un punt de vista anarquista. El 1904 va publicar un llibret titulat "Das dritte Geschlecht" ("El tercer gènere"). En ell, va atacar l'homofòbia, donant la major part de la culpa a la religió. El text pretenia, sobretot, ser educatiu i tractar l'evolució, la biologia i els problemes que llavors s'enfrontaven els homosexuals. De 1904 a 1905, Holzmann va editar la revista Der Kampf: Zeitschrift für gesunden Menschenverstand (The Struggle: Journal for Common Sense). Tot i que no va ser publicat per cap organització en particular, la revista tenia una perspectiva anarquista. A més d'històries de ficció, Der Kampf va publicar articles sobre diversos temes, inclosos molts sobre l'homosexualitat. Entre els seus escriptors hi havia Else Lasker-Schüler, Peter Hille i Erich Mühsam i, en el seu millor moment, va tenir una tirada de fins a 10.000 exemplars. Durant aquest temps, Holzmann va escriure un article titulat "Die Homosexualität als Kulturbewegung" ("L'homosexualitat com a moviment cultural"). Va argumentar que el dret a la intimitat implicava que "ningú té dret a interferir en els assumptes privats d'un altre, a ficar-se en les opinions i orientacions personals d'un altre i que, en definitiva, no és cosa de ningú el que dos adults lliurement consentits facin a casa seva". Va atacar el paràgraf 175 del codi penal alemany que criminalitzava els actes homosexuals.
El psicoterapeuta anarquista alemany Otto Gross també va escriure extensament sobre la sexualitat entre persones del mateix sexe tant en homes com en dones i va argumentar en contra de la seva discriminació. L'anarquista heterosexual Robert Reitzel (1849–1898) va parlar positivament de l'homosexualitat des de principis de la dècada de 1890 a la seva revista en alemany Der arme Teufel (Detroit).
John Henry Mackay va ser un anarquista individualista conegut en el moviment anarquista com un important seguidor i propagandista primerenc de la filosofia de Max Stirner. Al costat d'això, Mackay també va ser un dels primers signants de la "Petició als òrgans legislatius de l'Imperi alemany" de Magnus Hirschfeld per "una revisió del paràgraf antihomosexual 175 (el seu nom va aparèixer a la primera llista publicada el 1899)". També va mantenir un interès especial per Oscar Wilde i es va indignar pel seu empresonament per activitat homosexual. No obstant això, Mackay va entrar en conflicte amb Hirschfeld i la seva organització, el Comitè Científic Humanitari.

L'anarquista individualista Adolf Brand era originalment membre del Comitè Científic Humanitari de Hirschfeld, però va formar un grup separatista. Brand i els seus col·legues, coneguts com a Gemeinschaft der Eigenen ("Comunitat d'autopropietaris"), també van ser molt influenciats pels escrits de Stirner. 

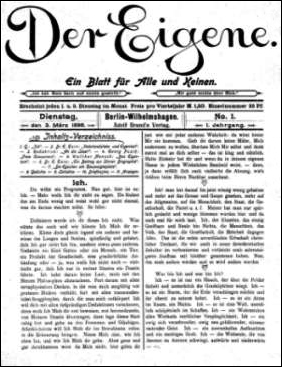
Der Eigene, publicació estirnerista pionera de l'activisme gai

S'oposaven a la caracterització mèdica de Hirschfeld de l'homosexualitat com el domini d'un "sexe intermedi". Ewald Tschek, un altre escriptor anarquista homosexual de l'època, col·laborava regularment a la revista Der Eigene i va escriure el 1925 que el Comitè Científic Humanitari de Hirschfeld era un perill per al poble alemany, caricaturitzant a Hirschfeld com el "Dr. Feldhirsch". Tot i que Mackay estava més a prop de Brand i la seva "Comunitat d'Autopropietaris" en alguns aspectes en comparació amb el Comitè Científic Humanitari de Hirschfeld, tanmateix no estava d'acord amb l'antifeminisme i les opinions gairebé misògines de Brand, i creien que el "principi anarquista d'igualtat i llibertat per a tots sens dubte s'aplicaria tant a dones com a homes".
Der Eigene va ser la primera revista gai del món, publicada entre 1896 i 1932 per Brand a Berlín. Brand va contribuir ell mateix amb molts poemes i articles. Altres col·laboradors van ser Benedict Friedlaender, Hanns Heinz Ewers, Erich Mühsam, Kurt Hiller, Ernst Burchard, John Henry Mackay, Theodor Lessing, Klaus Mann i Thomas Mann, així com els artistes Wilhelm von Gloeden, Fidus i Sascha Schneider. Després de l'ascens al poder dels nazis, Brand va ser víctima de persecució i va tancar el seu diari.
El cap militar anarquista ucraïnès Nestor Makhno era conegut per utilitzar disfresses com a part de les seves tàctiques de guerrilla. La seva disfressa més comuna consistia a maquillar-se i vestir-se de dona, per tal que pogués inspeccionar les posicions enemigues sense ser detectat.

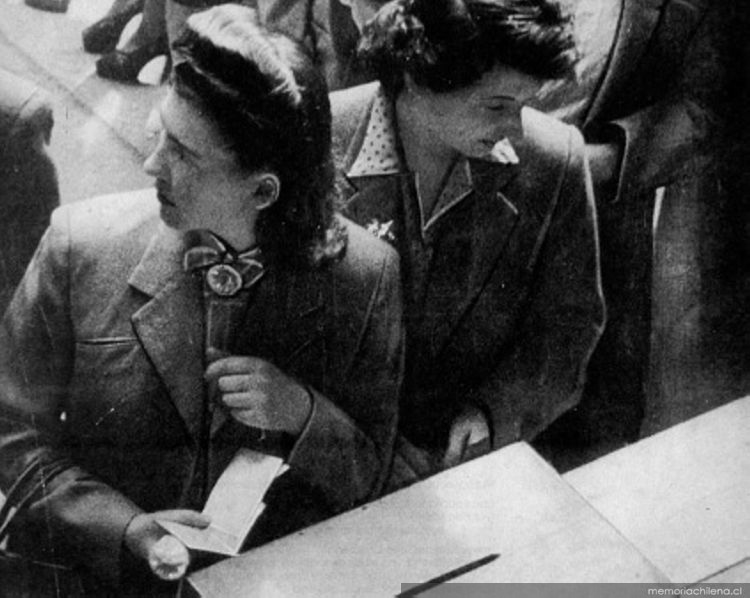
Mujeres Libres, organització anarquista feminista queer durant la Guerra Civil Espanyola

La prominent anarquista nord-americana Emma Goldman també va ser una crítica oberta dels prejudicis contra els homosexuals. La seva creença que l'alliberament social s'hauria d'estendre als gais i lesbianes era pràcticament inaudita en aquell moment, fins i tot entre els anarquistes. Com va escriure Magnus Hirschfeld, "va ser la primera i única dona, de fet la primera i única americana, que va defensar l'amor homosexual davant el públic en general". En nombrosos discursos i cartes, va defensar el dret dels gais i lesbianes a estimar com vulguin i va condemnar la por i l'estigma associats a l'homosexualitat. Com va escriure Goldman en una carta a Hirschfeld: "És una tragèdia, crec, que persones d'un tipus sexual diferent es vegin atrapades en un món que mostra tan poca comprensió per als homosexuals i és tan grossament indiferent a les diverses gradacions i variacions de gènere i la seva gran importància a la vida".
Malgrat aquestes postures de suport, el moviment anarquista de l'època certament no estava lliure d'homofòbia i un editorial d'una influent revista anarquista espanyola de 1935 argumentava que un anarquista ni tan sols s'hauria d'associar amb homosexuals, i molt menys ser-ho: "Si ets anarquista, això vol dir que ets més moralment recte i físicament més fort que l'home mitjà. I a qui li agraden els invertits no és un home real i, per tant, no és un anarquista de veritat".

Lucía Sánchez Saornil va ser una de les principals fundadores de la federació anarcafeminista espanyola Mujeres Libres que va ser obertament lesbiana. De ben jove va començar a escriure poesia i es va associar amb l'emergent moviment literari ultraista. El 1919, havia publicat en diverses revistes, com ara Los Quijotes, Tableros, Plural, Manantial i La Gaceta Literaria. Treballant amb un pseudònim masculí, va poder explorar temes lèsbics en un moment en què l'homosexualitat estava criminalitzada i sotmesa a censura i càstig. Insatisfeta amb els prejudicis masclistes dels seus companys republicans, Lucía Sánchez Saornil es va unir amb dues companyes, Mercedes Comaposada i Amparo Poch y Gascón, per formar Mujeres Libres el 1936. Mujeres Libres va ser una organització anarquista autònoma de dones compromeses amb una "doble lluita" d'alliberament de la dona i revolució social. Lucía i altres "Dones Lliures" van rebutjar la visió dominant que la igualtat de gènere sorgiria de manera natural d'una societat sense classes. A mesura que va esclatar la Guerra Civil Espanyola, Mujeres Libres va créixer ràpidament fins a 30.000 membres, organitzant espais socials de dones, escoles, diaris i programes de guarderia.

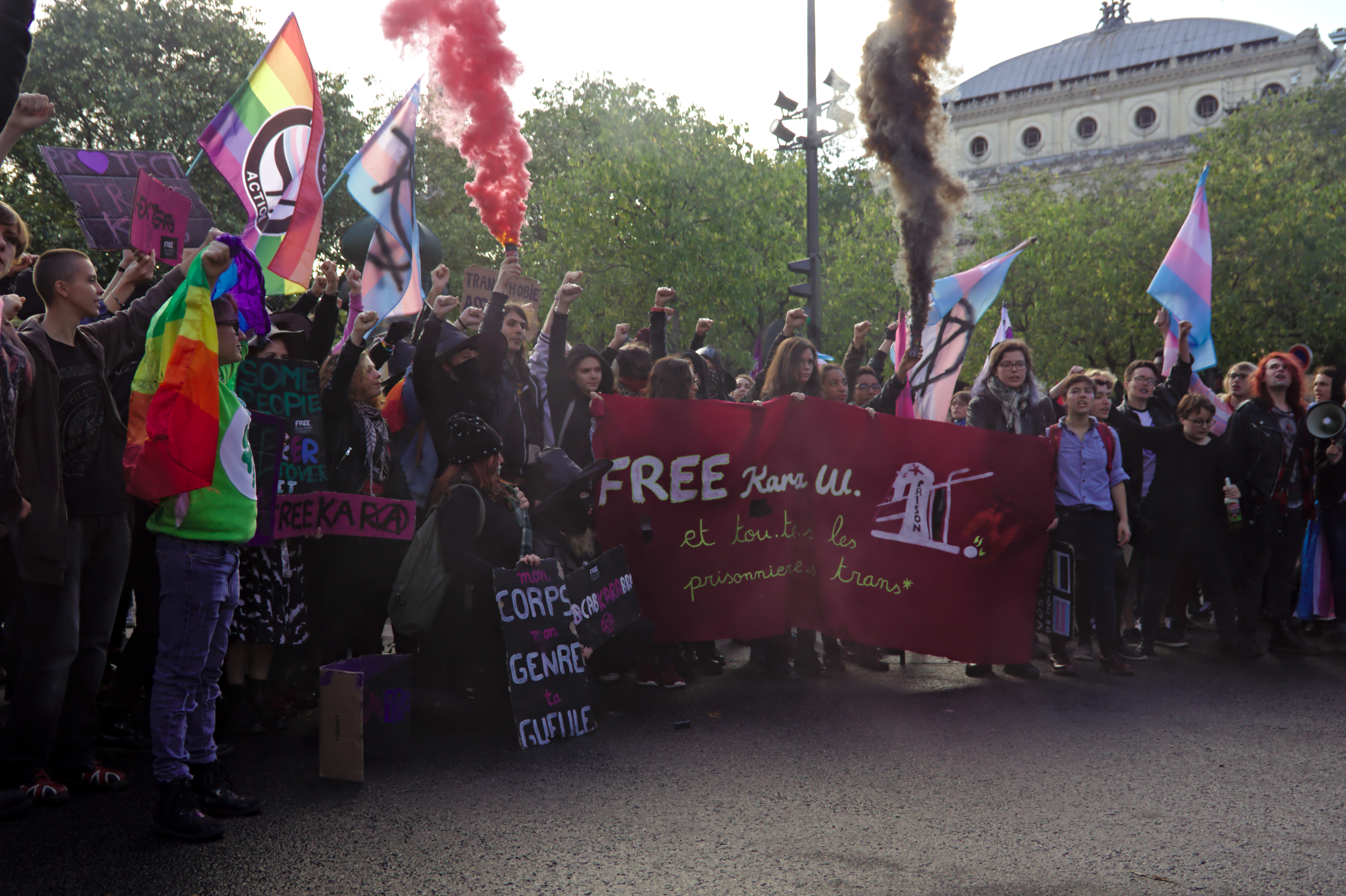
Manifestació d'Existrans a París l'any 2017

Els escrits de l'anarquista bisexual francès Daniel Guérin ofereixen una visió de la tensió que sovint han sentit les minories sexuals entre l'esquerra. Va ser una figura destacada de l'esquerra francesa des dels anys trenta fins a la seva mort el 1988. Després de sortir de l'armari el 1965, va parlar de l'extrema hostilitat cap a l'homosexualitat que va impregnar l'esquerra durant gran part del segle xx. "No fa tants anys, declarar-se revolucionari i confessar ser homosexual eren incompatibles", va escriure Guérin el 1975.
El 1954, Guérin va ser àmpliament atacat pel seu estudi dels informes Kinsey en què també detallava l'opressió dels homosexuals a França: "Les [crítiques] més dures van venir dels marxistes, que tendeixen a subestimar seriosament la forma d'opressió que és el terrorisme antisexual. M'ho esperava, és clar, i sabia que en publicar el meu llibre corria el risc de ser atacat per aquells als quals em sento més proper en l'àmbit polític". Després de sortir de l'armari públicament el 1965, Guérin va ser abandonat per l'esquerra i els seus articles sobre l'alliberament sexual van ser censurats o rebutjats la publicació en revistes d'esquerra.

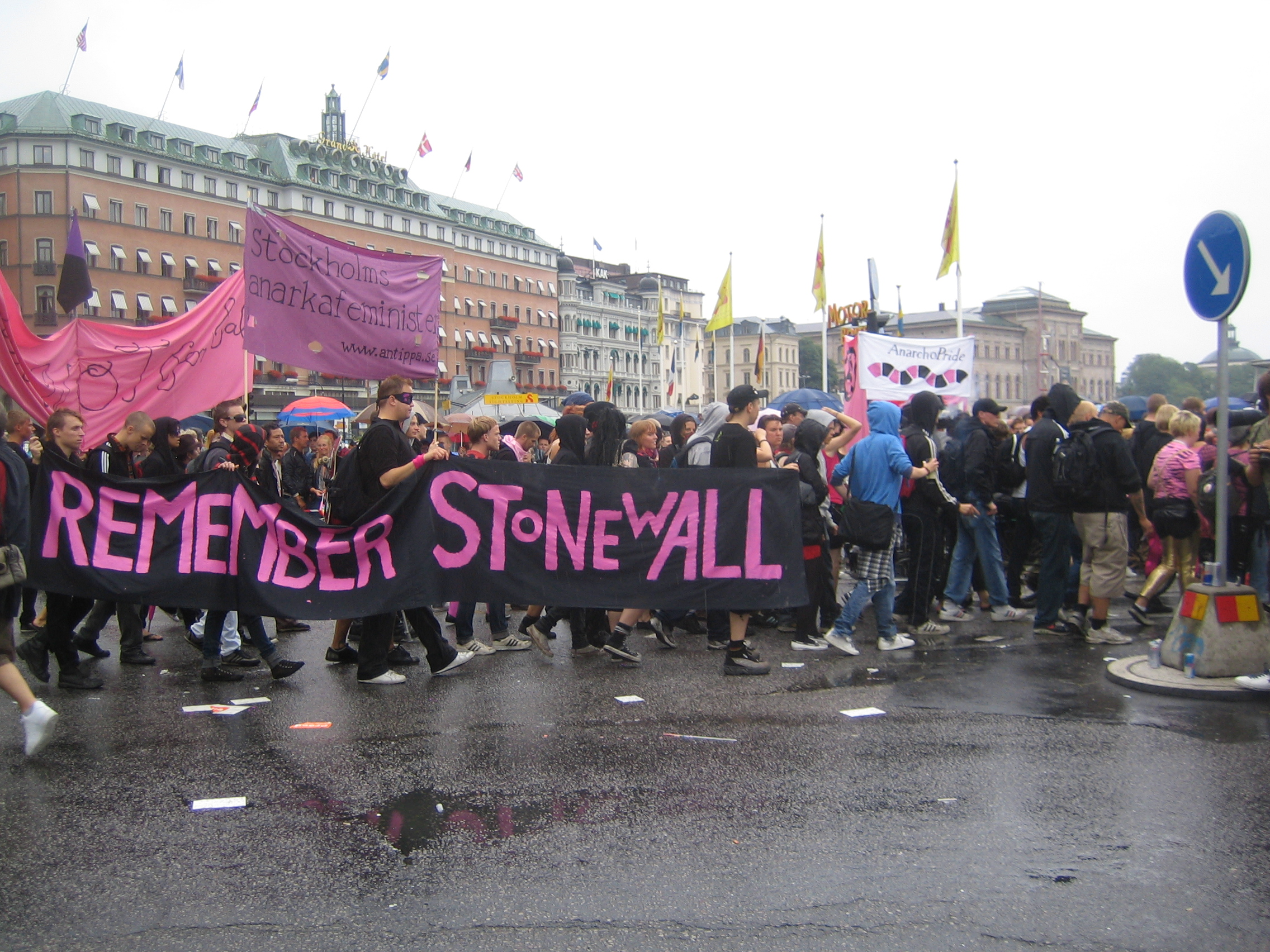
Bloc anarquista queer amb una pancarta que diu "recorda Stonewall"

Guérin es va allunyar del marxisme-leninisme cap a una síntesi d'anarquisme i marxisme propera al platformisme, que va permetre l'individualisme tot rebutjant el capitalisme, quan finalment abraçaria l'anarcocomunisme. Guérin va participar en l'aixecament del maig de 1968 i va formar part del moviment d'alliberament gai francès que va sorgir després dels fets. Dècades més tard, Frédéric Martel va descriure Guérin com l'"avi del moviment homosexual francès".
Als Estats Units, l'influent pensador anarquista Paul Goodman va sortir de l'armari al final de la seva carrera com a bisexual. La llibertat amb què va revelar a la premsa i en públic les seves relacions romàntiques i sexuals amb homes (sobretot en un assaig recent, "Being Queer"), resultà ser un dels molts trampolins culturals importants per a l'emergent moviment d'alliberament gai de principis dels anys setanta.

### Història contemporània

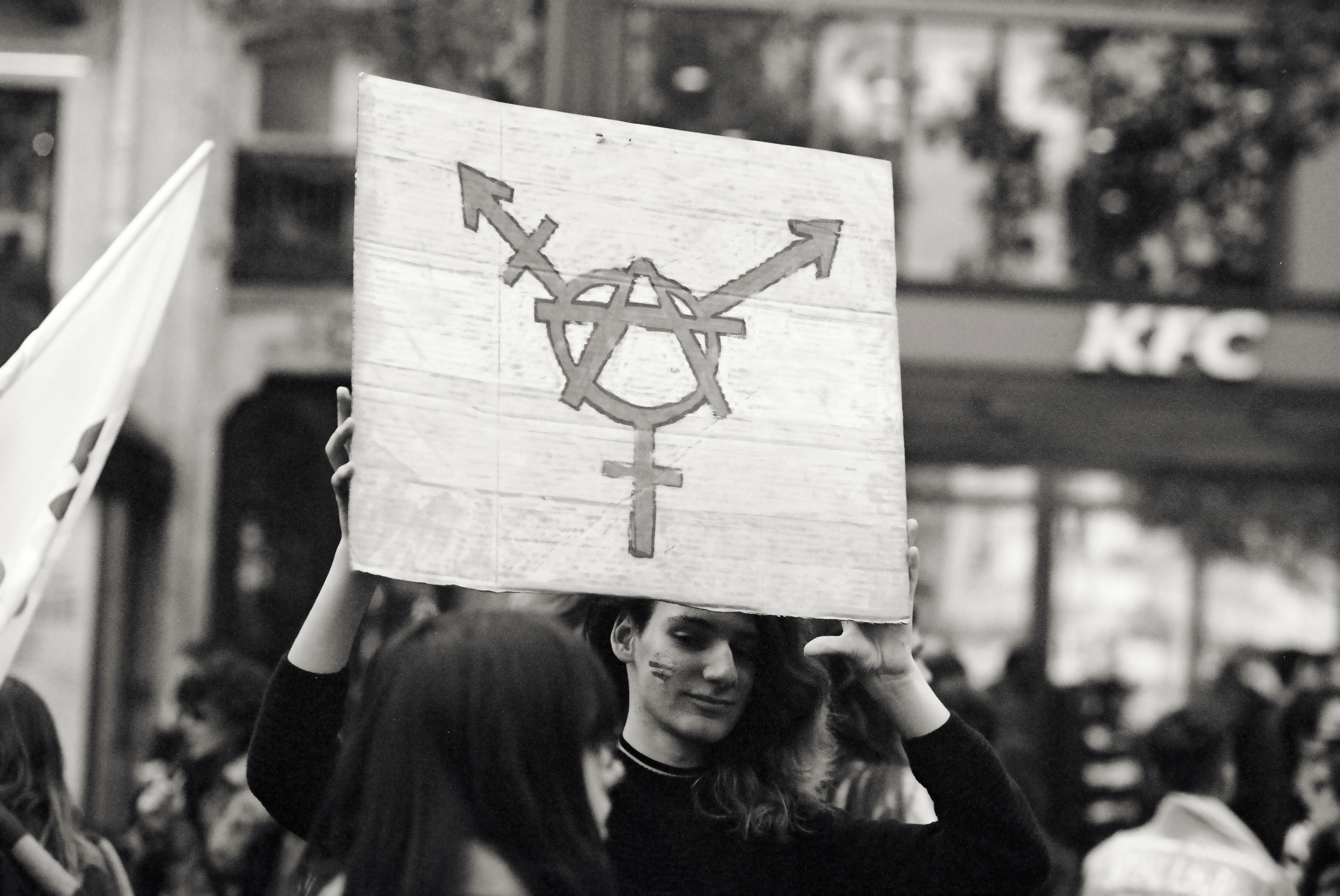
Simbologia anarquista i queer

El primer moviment d'alliberament gai compartia molts fonaments teòrics i filosofies amb els moviments anarquistes a mitjans del segle xx. Càntics com ara "2-4-6-8, destrossa l'església, destrossa l'estat!" van ser populars durant l'època dels disturbis de Stonewall, marcant el to d'un moviment de drets queer basat en el pensament anarquista. Les dues campanyes se centren en el rebuig del pensament normatiu i l'estat a favor de la llibertat i el plaer personals.
Tant l'anarquisme com la teoria queer rebutjaren les estructures d'estat paternalistes que depenen del capitalisme i de la família nuclear. En canvi, tots dos afavoriren les formes d'autodeterminació i el reordenament de la societat. Un exemple d'encreuament entre anarquisme i queerness es pot trobar en aquells que mantenen relacions no monògames, aquestes són inherentment anàrquiques, ja que estan rebutjant les estructures de poder tradicionals que configuren la família nuclear. Aquest concepte s'ha encunyat com Anarquia relacional.
L'anarcaqueer es va originar durant la segona meitat del segle XX entre els anarquistes implicats en el moviment d'alliberament gai, que consideraven l'anarquisme com el camí cap a l'harmonia entre les persones heterosexuals /cis i les persones LGBT. L'anarcaqueer té les seves arrels profundes en el queercore, una forma de punk rock que retrata l'homosexualitat d'una manera positiva. Com la majoria de les formes de punk rock, el queercore atrau una gran multitud anarquista. Els anarquistes són destacats en els les publicacions queercore. Hi ha dos grups anarquistes-queer principals: Queer Mutiny, un grup britànic amb filials a la majoria de les grans ciutats; i Bash Back!, una xarxa nord-americana d'anarquistes queer. Queer Fist va aparèixer a la ciutat de Nova York i s'identificà com "un grup d'acció de carrer antiassimilacionista, anticapitalista i antiautoritari, que es va unir per oferir acció directa i una veu radical queer i trans-identificada a les protestes contra la Convenció Nacional Republicana (RNC)".

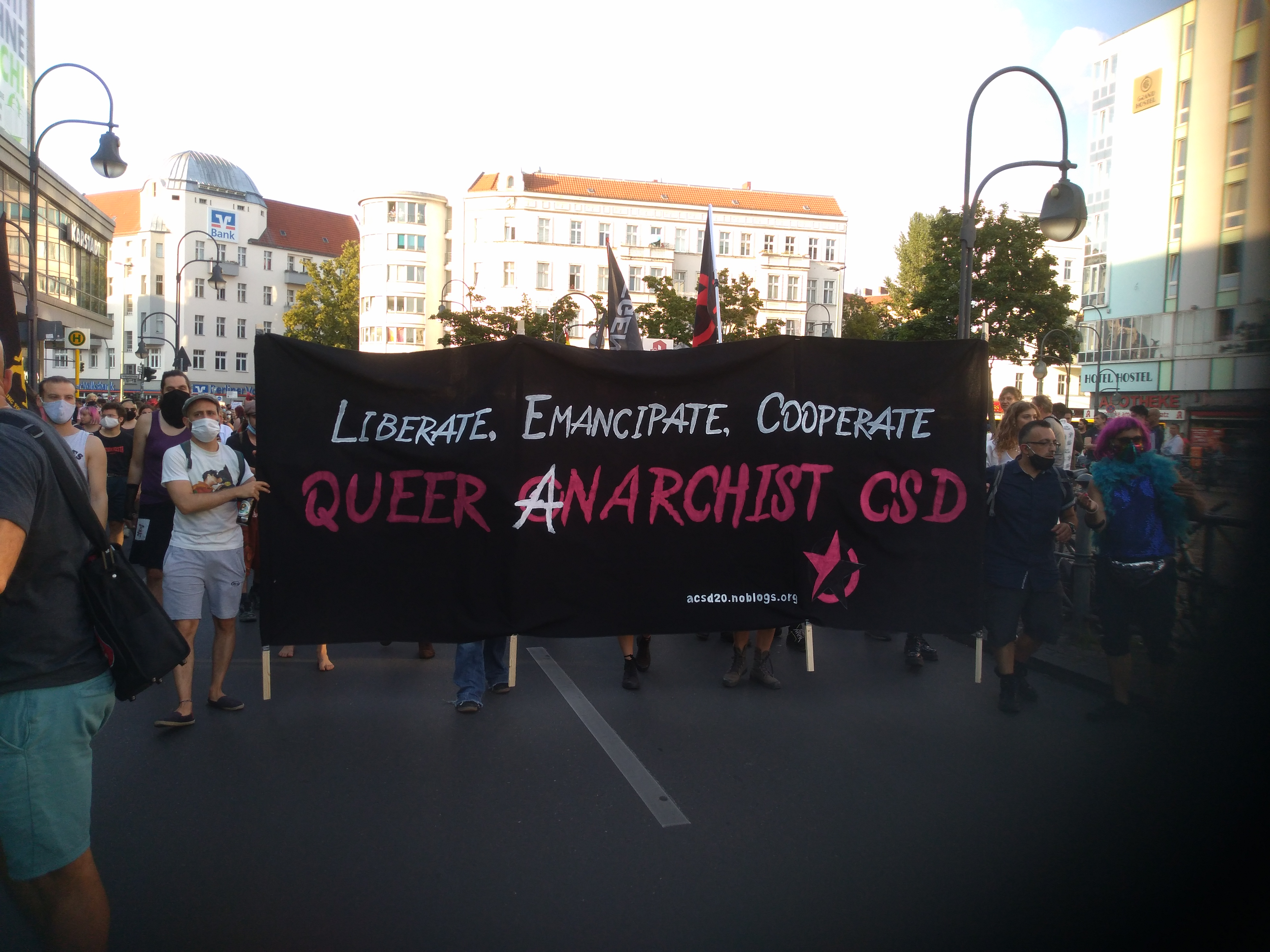
Pancarta anarquista queer a la desfilada del Christopher Street Day, Berlín, 2020

Col·lectius anarcofeministes com l'okupa espanyola Eskalera Karakola i la boliviana Mujeres Creando donen una gran importància a les temàtiques femenines lesbianes i bisexuals treballant sobre els principis de l'autogestió i organitzen activitats basades en l'acció directa. El Fag Army és un estrany grup anarquista d'esquerra a Suècia, que va llançar la seva primera acció el 18 d'agost de 2014, quan empastifà el ministre de Sanitat i Afers Socials, el líder democristià Göran Hägglund.

### Activisme

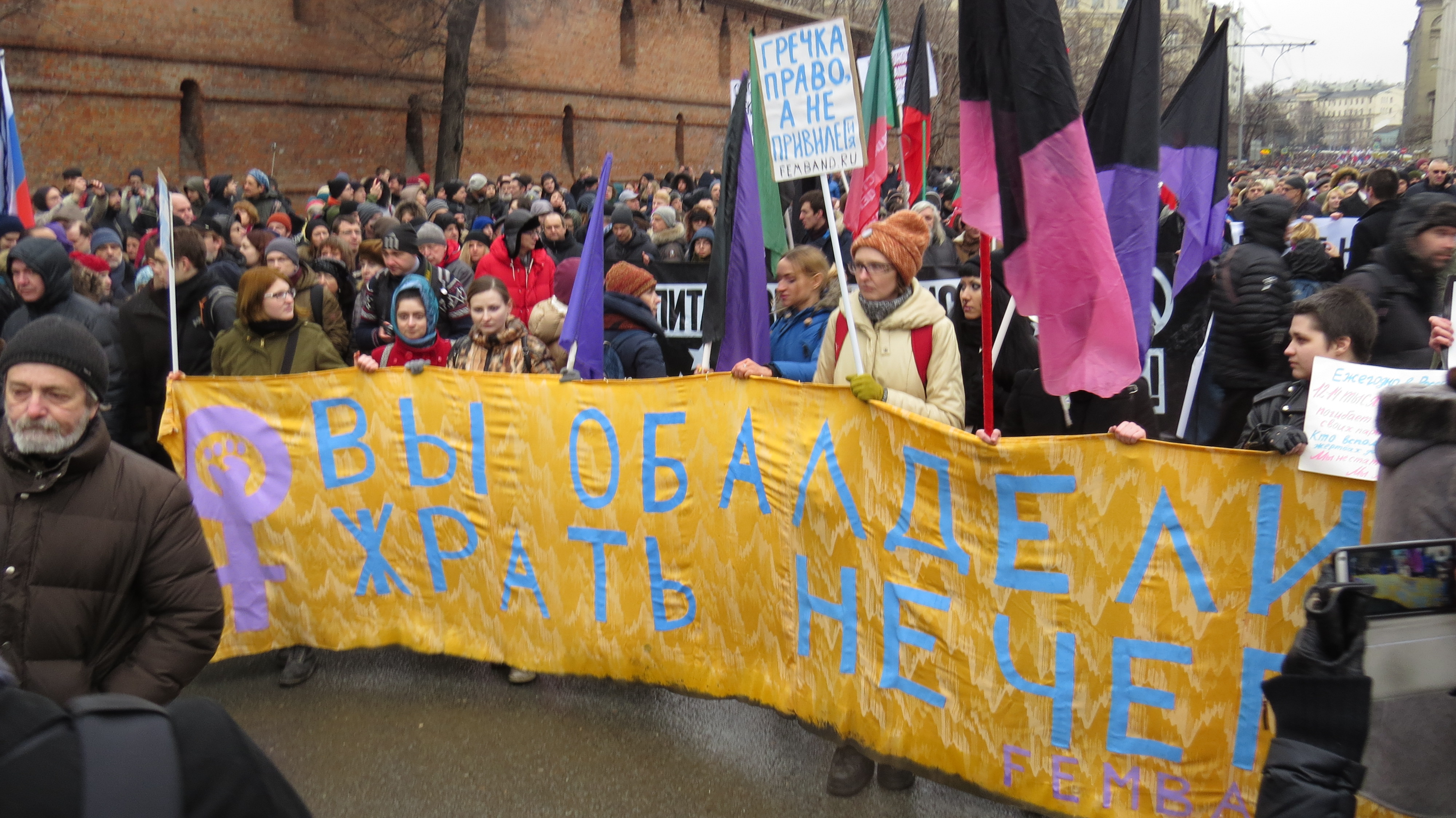
Banderes anarquistes queer i anarcofeministes en una manifestació contra la corrupció, Moscou, 2015

Els anarquistes queer han estat actius en la protesta i l'activisme, utilitzant l'acció directa contra el que es veu com el consumisme homonormatiu i el capitalisme rosa. Els anarquistes queer han creat okupacions i zones autònomes així com comunitats urbanes per a la comunitat queer i LGBT. Les comunitats rurals sovint depenen de les xarxes socials per fer créixer els moviments i les xarxes anarquistes, a causa que aquestes comunitats estan geogràficament aïllades dels centres urbans. Els llocs de xarxes socials faciliten la transmissió del coneixement que ofereix ideals alternatius a les persones de poblacions rurals que abans només estaven disponibles per als habitants urbans.
Molts anarquistes queer adopten la noció d'individualisme radical, influenciat per filòsofs individuals com Max Stirner. Organitzacions com ACT-Up és una organització punk antiracista i antifeixista que compta amb suport i organització d'anarquistes queer que ha donat suport als radicals queer i l'acció directa. Més tard, durant les protestes de l'OMC, els anarquistes queer van tenir un paper vital en l'organització de les protestes massives, les protestes portarien a l'explosió del moviment antiglobalització.

## En la cultura popular

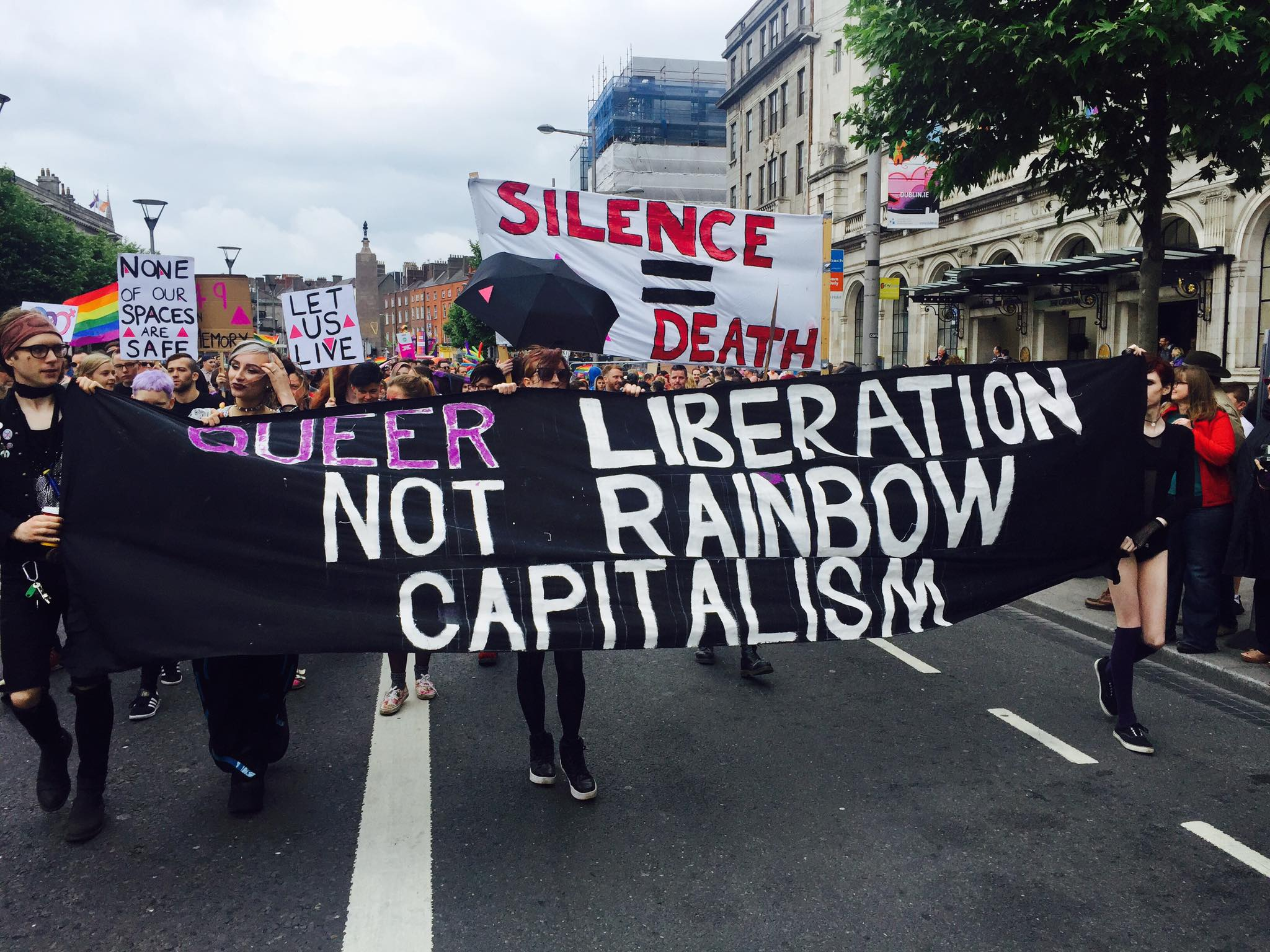
Bloc queer protestant contra el capitalisme arc de Sant Martí durant el Dublin Pride 2016

"Sigues gai, fes el crim" és un eslògan popular a les desfilades de l'Orgull contemporànies, les protestes relacionades amb LGBT i els grafits. El 2018, es va popularitzar a Twitter per un meme creat per Io Ascarium del col·lectiu ABO Comix, que ven còmics fets per altres presos LGBTQ+ amb capacitat. Ascarium descriu la frase com a "des de la bossa comuna d'eslògans queer anti-assimilacionistes. Igual que "ACAB" o "Stonewall va ser un motí", va ser extret de l'èter caòtic, no es va originar enlloc i no pertany a ningú", tot i que Google Trends suggereix que hi ha interès des d'almenys el 2011. La "memeificació" de l'eslògan "ser gai, fer el crim" és un exemple d'una major accessibilitat a les escoles de pensament anarquistes.

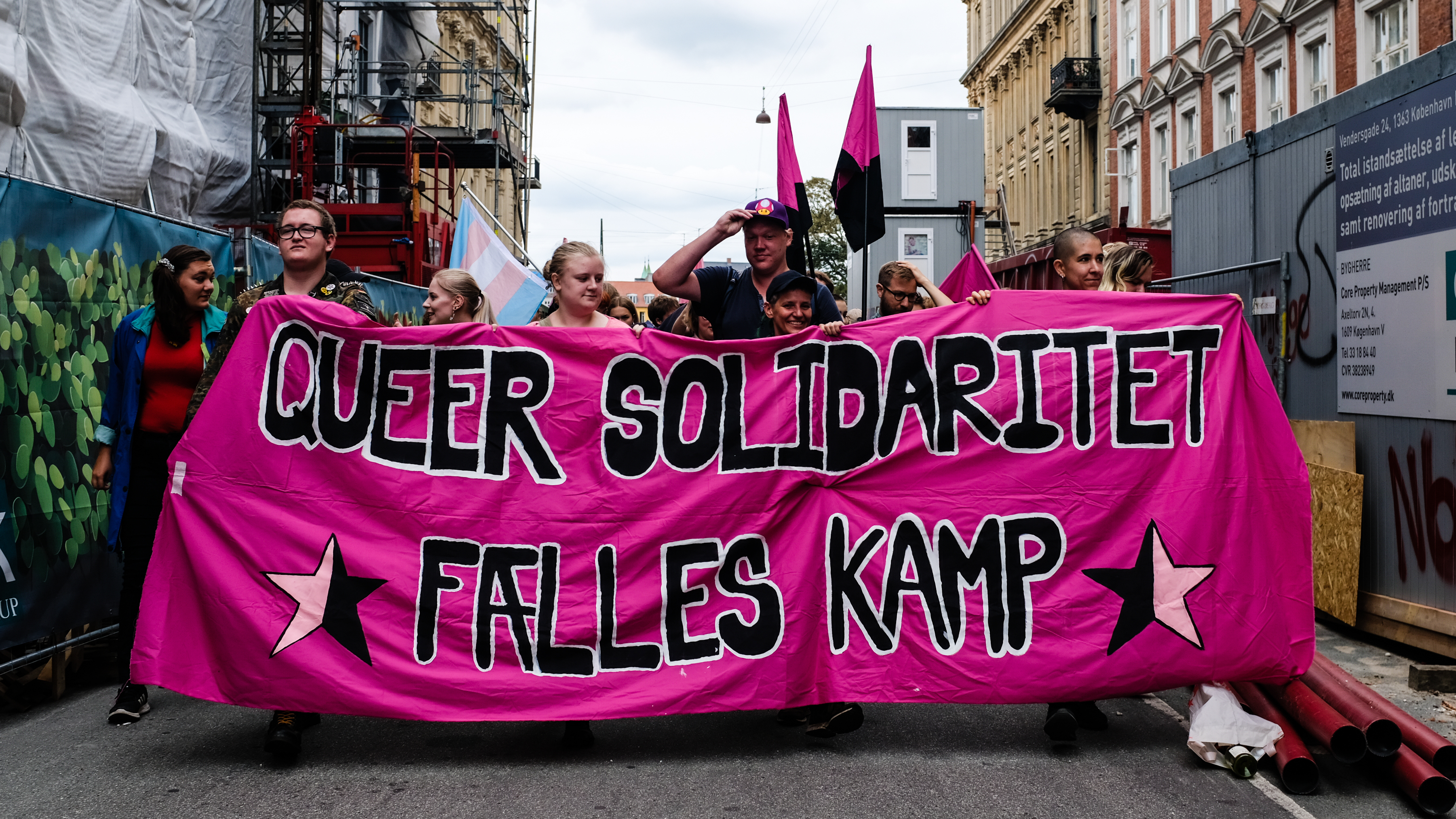
Anarquistes queer a Dinamarca amb una pancarta que diu "Solidaritat queer"

L'eslògan "Sigues gai, fes crim" és una declaració anticapitalista i antiautoritària, que implica que el crim i l'incivisme poden ser necessaris per guanyar-se la igualtat de drets donada la criminalització de l'homosexualitat a tot el món i que l'aixecament de Stonewall va ser un motí. Dins de l'espai anarquista, la Mary Nardini Gang va reflexionar sobre el seu manifest Toward the Queerest Insurrection amb un llibre titulat Be Gay Do Crime on afirmen que "la realitat i la continuïtat d'una cultura i una història d'experimentació de la il·legalitat, la il·legalitat, i la manca de ciutadania". Mark Bieschke, conservador del Museu d'Història GLBT, va afirmar que l'eslògan està pensat per oposar-se a la "narrativa corporativa polida de Pride".

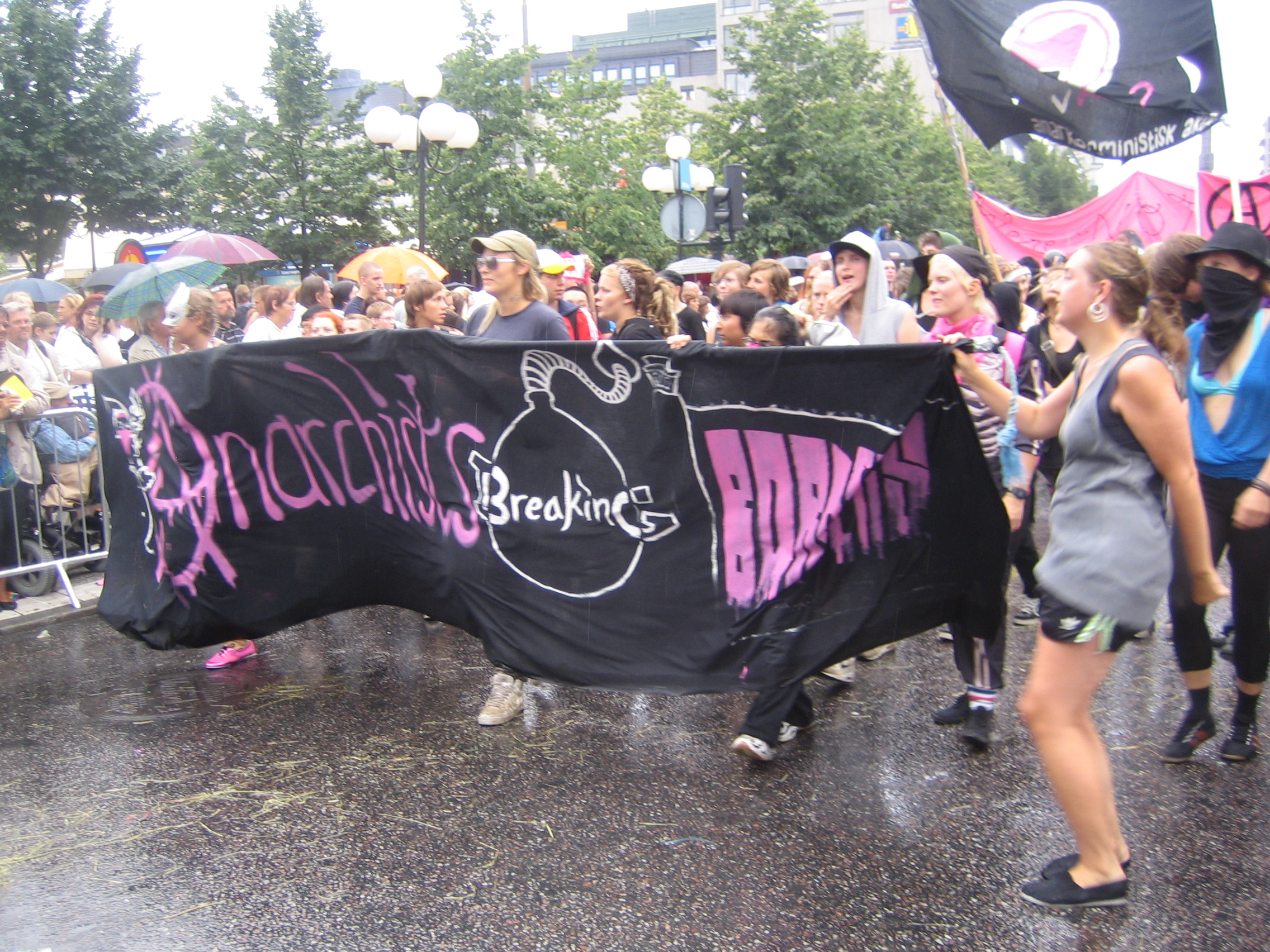
Manifestació d'anarquistes queer i anarcofeministes durant l'Orgull d'Estocolm

El novembre de 2019, la publicació de dibuixos animats nord-americans The Nib va recopilar una antologia de còmics curts "que inclouen història, memòries i sàtira queer" titulada Be Gay, Do Comics, llançada a la plataforma de crowdfunding Kickstarter i publicada posteriorment per a la distribució general el setembre de 2020. En el pròleg del llibre, el coeditor Matt Lubchansky va explicar el títol com un homenatge a meme de Ascarium, interpretant com un recordatori que "queer ha estat sempre transgressora, sense importar el seu estatus legal".